# Lávalámpa

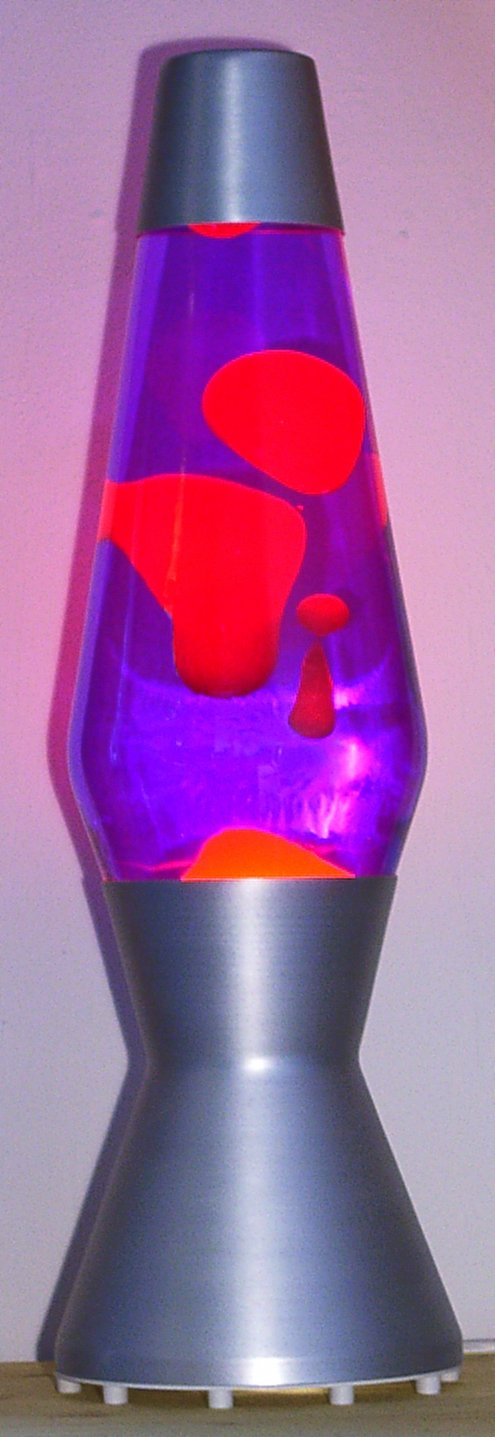
Lávalámpa

A lávalámpa a hő hatására eltérő mértékben táguló anyagok sűrűségváltozását kihasználó illusztrációs, illetve dekorációs eszköz, amelyben az olvadt viaszbuborékok véletlenszerű leszakadása és áramlása a lávafolyam optikai illúzióját kelti. Sokféle színváltozatban, méretben és alakban készítik. A névben szereplő „lámpa” szó ellenére világításra nem használatos.

## Története

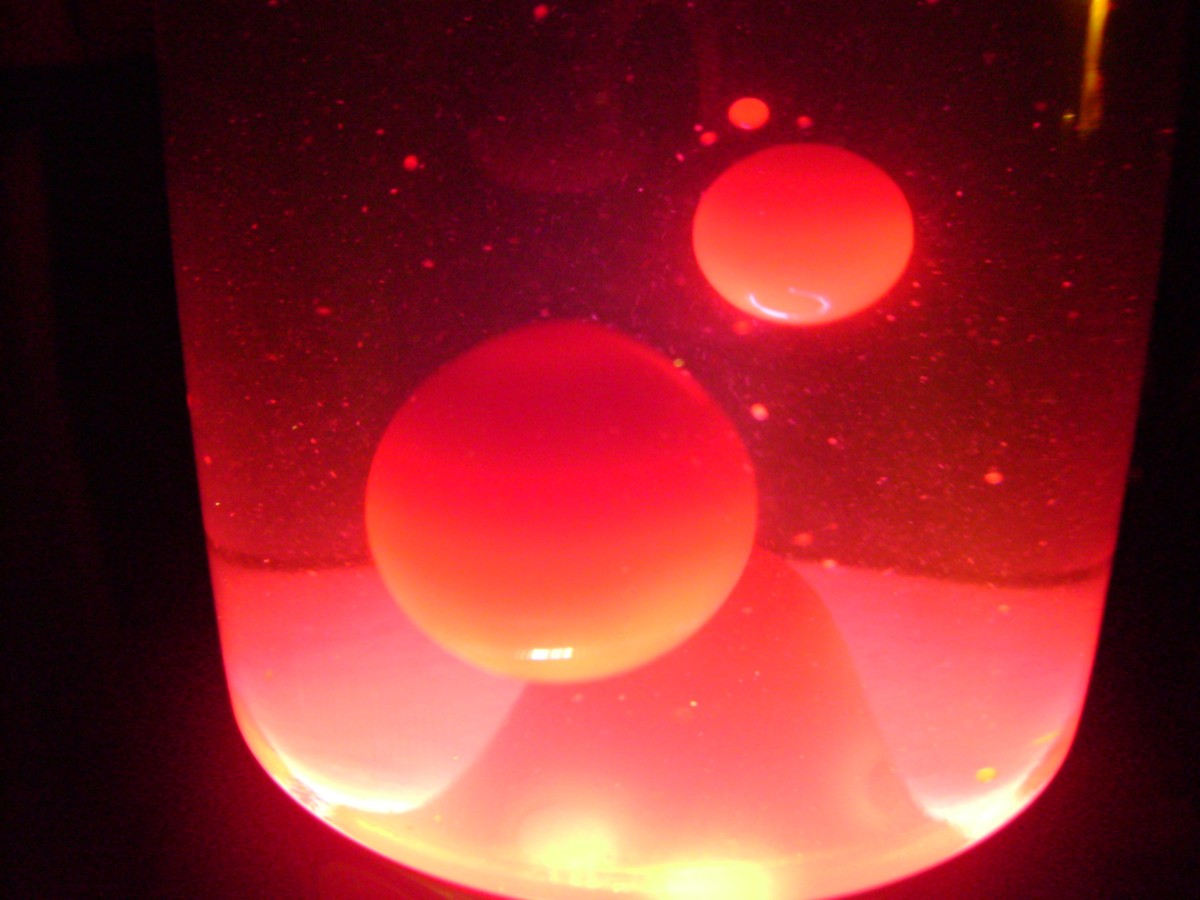
Lávalámpa működés közben, miután elérte az ideális üzemi hőmérsékletet

Az eredeti lávalámpát az angol Edward Craven Walker találta fel az 1960-as években. Találmányát „csillaglámpának” (Astrolight) nevezte el és egy 1965-ös hamburgi vásáron mutatta be, ahol Adolph Wertheimer vállalkozó lejegyezte, majd megvásárolta a termék jogát, és vállalkozásával Lava Lite néven kezdte el gyártani. Az 1990-es években Walker eladta a jogot  Cressida Grangernek, akinek cége, a Mathmos továbbra is gyárt lávalámpákat és hasonló termékeket. Ma már többféle néven, több változatban forgalmazzák különböző cégek mint dekorációs lakberendezési terméket.

## Részei
A lámpa a következő fő részekből áll:
- egy fém, fordított kúpszerű alapból, amelybe egy, a fényhatást és a hőközlést biztosító hagyományos izzót építenek,
- egy erre helyezett, fém kupakkal lezárt, kúp- vagy ahhoz hasonló alakú üveghengerből, amelybe – színtelen vagy színezett – átlátszó folyadékot (általában vizet), valamint szén-tetrakloriddal kevert viaszt töltenek, az aljára pedig egy hővezetést elősegítő tekercselt huzalt tesznek, illetve
- a tetejére helyezett – esztétikai megjelenést szolgáló – fém lezárókúpból.

## Működése

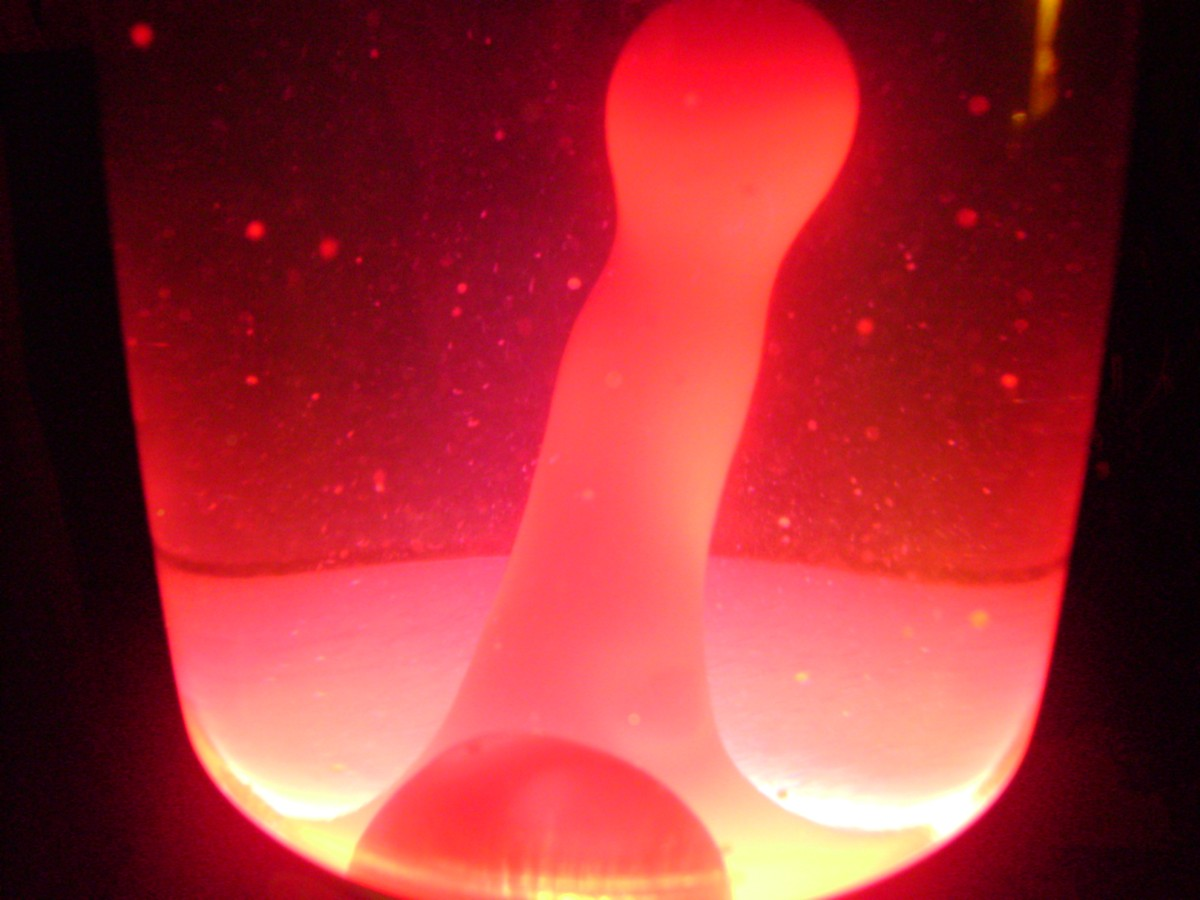
Leszakadni készülő viaszbuborék egy lávalámpában

A lámpa működési elve a viasz és a hordozó folyadék eltérő expanzióját használja ki a különböző hőmérsékleteken. A megfelelő működéshez és az ideális sűrűség eléréséhez a viaszt szén-tetrakloriddal keverik. Melegítés hatására, egy bizonyos hőfok (~ 60 °C) elérésekor ezen elegynek enyhén kisebb lesz a sűrűsége a vízénél, azonban alacsonyabb hőmérsékleten nagyobb, szobahőmérsékleten pedig szilárd halmazállapotú. Mivel a viasz a vízben oldhatatlan, ezért egyben marad.
A helyes működéshez az üveghengerben olyan hőmérsékleti viszonyokat kell teremteni, hogy az alsó részén valamivel meghaladja, a felső részén pedig éppen, hogy alul maradjon e hőmérsékleti munkapontnak. Ez úgy érhető el, hogy az üveghengerrel alulról folyamatosan hőt közölnek, így hőáramlás útján a benne lévő megolvadt viaszból buborékok szakadnak le, és az üveghenger felső része felé kezdenek áramolni. Az üvegkúp csúcsához érkezve a hőközlő forrástól távolabb kerülnek, így sűrűségük az enyhe hőmérséklet-különbség hatására ismét nagyobb lesz, mint a hordozó közegé, aminek következtében a buborékok ismét leszállnak az üvegkúp aljára, ahol a hőközlés hatására a folyamat megismétlődik.
A lámpa működését a környezeti hőmérséklet befolyásolja: nyáron általában több és kisebb viaszbuborék keletkezik, télen pedig kevesebb és nagyobb. A viaszbuborékok keletkezése és áramlása teljesen véletlenszerű, matematikai függvényekkel nem írható le.

## Hátrányai
- A megfelelő működéshez szükséges hőmérsékletet – normál körülmények között – kb. 1  óra alatt éri el.
- Működés közben az üzemi hőmérséklete 60 °C körüli, ezért felületének érintése égési sérüléseket okozhat.
- Nem megfelelő hőközlő forrás (pl. túl kis vagy túl nagy teljesítményű izzó) alkalmazása esetén a működése nem megfelelő.
- Ha túl sokáig hagyjuk bekapcsolva, túlforrósodik, és az összes viaszbuborék a tetején marad. Ilyenkor ki kell kapcsolni.

## Veszélyei
Az amerikai Állítólag… című televíziós műsorban bebizonyították, hogy a lávalámpa tűzhelyen történő melegítésre felrobbanhat, ami akár végzetes sérüléseket is okozhat. A kísérlethez az ötletet egy kenti férfi esete adta, aki 2004-ben meghalt, miután a tűzhelyen melegített lávalámpája felrobbant, és az üvegszilánkok a mellkasába fúródtak. A szerencsétlenül járt férfi azért melegítette tűzhelyen a lávalámpát, hogy lerövidítse a bekapcsolástól az üzemi hőmérséklet eléréséig eltelt időt.

## Fordítás
Ez a szócikk részben vagy egészben  a   Lámpara de lava című spanyol Wikipédia-szócikk fordításán alapul.  Az eredeti cikk szerkesztőit annak laptörténete sorolja fel. Ez a jelzés csupán a megfogalmazás eredetét és a szerzői jogokat jelzi, nem szolgál a cikkben szereplő információk forrásmegjelöléseként.